# Spluwaczka

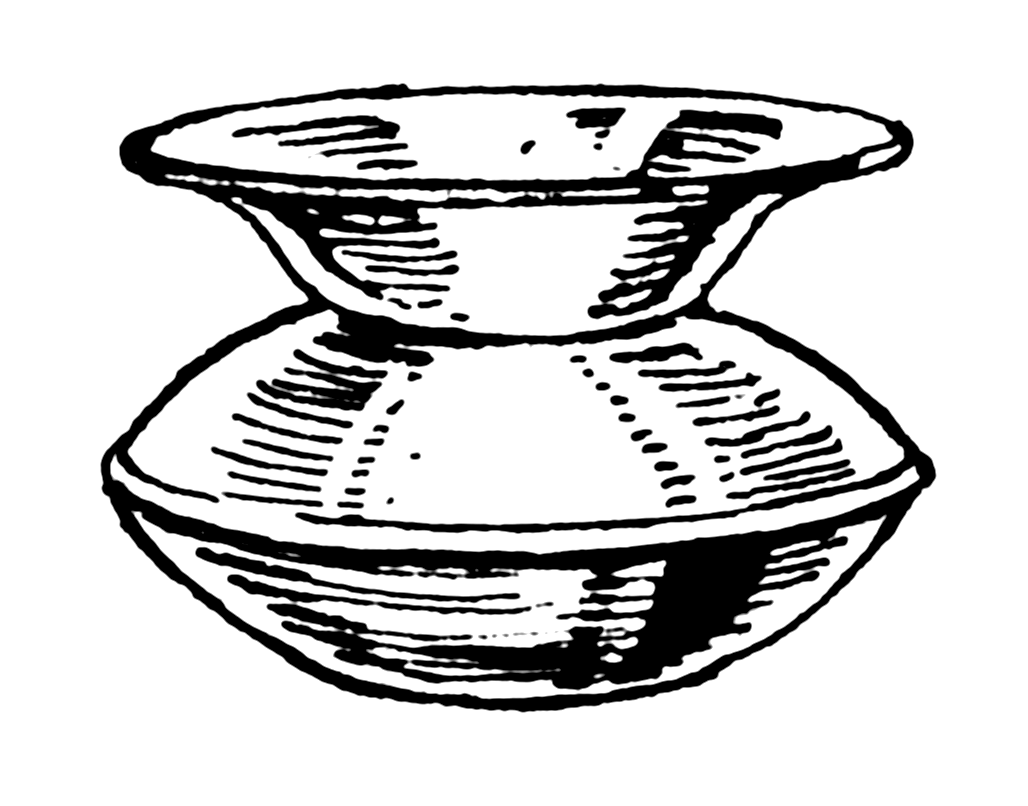
przykładowa spluwaczka

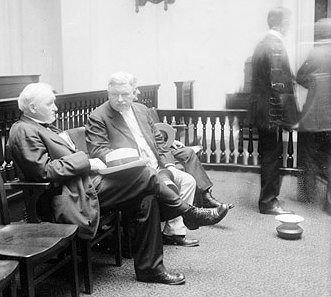
Sala sądowa w Chicago, 1910. Na podłodze w tle widoczna spluwaczka.

Spluwaczka (daw. kraszuarka, kaszelniczka) – naczynie, do którego można wypluć nadmiar śliny z ust.
Spluwaczki używano od drugiej połowy XVIII wieku do pierwszej wojny światowej w miejscach publicznych oraz w domach prywatnych. Stawiano je zwykle przy drzwiach, kanapach i fotelach.
Wykonane były ze szkła, metalu i ceramiki, wypełniane często płynem odkażającym lub był to pojemnik metalowy w obudowie meblowej wypełniony piaskiem. Obudowa ta przybierała różne formy: kielicha, wazy, skrzyneczki z mechanizmem podnoszącym i opuszczającym wieko.
Dziś spluwaczki stosuje się w stomatologii. Zwykle wchodzą w skład unitów stomatologicznych i służą do opróżniania ust z nadmiaru śliny.